# Lucio Rosato
Lucio Rosato (* 21. Januar 1940) ist ein italienischer Schauspieler.

## Leben
Rosato diplomierte 1964 an der Accademia Nazionale d’Arte Drammatica “Silvio D’Amico” und spielte zunächst Bühnenrollen in den Ensembles von Paolo Poli und Mario Scaccia. 1966 wurde der Film auf ihn aufmerksam; im Klassiker Navajo Joe spielte er die Rolle des Antagonisten, was er in den folgenden Jahren immer wieder tat, zunächst fast ausschließlich in Italowestern. Ab Mitte der 1970er Jahre folgten weitere Filme in anderen Genres, oft von Sergio Corbucci inszeniert; auch für Ruggero Deodato spielte er mehrere seiner knapp über 30 Film- und Fernsehrollen. Während seiner gesamten Karriere trat er parallel zu diesen Arbeiten im Theater auf, wo er in Gabriele Lavia einen langjährigen wegbegleitenden Regisseur fand.
Seit der Jahrtausendwende leitet Rosato das kleine Theater Gianni Santuccio in Rom, wo er auch inszeniert.

## Filmografie (Auswahl)
- 1965: Cuatro dólares de venganza
- 1966: Kopfgeld: Ein Dollar (Navajo Joe)
- 1967: 100.000 verdammte Dollar (Voltati… ti uccido)
- 1967: Sein Wechselgeld ist Blei (I giorni della violenza)
- 1968: Die Stunde der Aasgeier (Carogne si nasce)
- 1969: Fahrt zur Hölle, ihr Halunken (Gli specialisti)
- 1970: Django – Die Nacht der langen Messer (Ciakmull)
- 1970: Die Höllenhunde (La spina dorsale del diavolo)
- 1978: Battle of the Stars (Battaglie negli spazi stellari)
- 1980: Die Bestie aus dem Weltraum (La bestia nello spazio)
- 1983: Sing Sing
- 1984: Wie du mir, so ich dir (A tu per tu)
- 1987: Die Barbaren (The Barbarians)
- 1989: Der Gorilla und das Diamantenfieber (Le Gorille chez les Mandinguez) (Fernsehfilm)
- 2002: Ein Leben für den Frieden – Papst Johannes XXIII. (Papa Giovanni – Ioannes XXIII)
- 2005: Padre Speranza – Mit Gottes Segen (Padre Speranza) (Fernsehfilm)